# X-Men: Az eljövendő múlt napjai
Az X-Men: Az eljövendő múlt napjai (eredeti cím: X-Men: Days of Future Past) 2014-ben bemutatott egész estés amerikai film, a Marvel Comics képregényekből ismert X-Men szereplőkkel. Az X-Men: Az ellenállás vége, és az X-Men: Az elsők folytatása. Az X-Men filmek sorában ez a hetedik. Története Chris Claremont és John Byrne A jövendő múlt napjai című, 1981-ben megjelent képregényén alapszik. Az események két idősíkban játszódnak, amelyben Farkast visszaküldik 1973-ba, hogy megmentse a mutánsokat a jövőbeni kiirtástól. Folytatása a 2016-os X-Men: Apokalipszis. Nagy-Britanniában és Magyarországon 2014. május 22-én, Amerikában 2014. május 23-án mutatták be.

## Cselekmény
Az események a jövőben indulnak, ahol a Bolivar Trask által létrehozott Őrrobotok pusztítják a mutánsokat, illetve mindenki mást is, akinek genetikája alapján egyszer még mutáns utódja lehet. Xavier, Magneto, Ciklon, Blink, Harcos, Kolosszus és Jégember Kitty Pride segítségével visszaküldik Farkas tudatát 1973-ba, ahol meg kell akadályoznia, hogy Mystique megölje Trasket, mivel ez az esemény indította el akkor a mutánsok gyilkolását. Farkasnak meg kell találnia Xavier és Magneto fiatalkori énjét, és meggyőznie őket, hogy segítsenek neki. Xavier és Higanyszál segítségével kiszabadítják a Pentagonban raboskodó Magnetót, és Párizsba utaznak a békekonferenciára, ahol Mystique el akarta követni a gyilkosságot. Magneto ellenük fordult, és Mystique életére tört, mivel Trask a lány DNS-e segítségével tökéletesítette a robotokat. Közben Nixon elnököt is meg akarta ölni, és mivel Xavieréknek sikerült megakadályozniuk ezt, a mutánsellenes programot leállították.

## Szereplők
| Szerep                      | Színész                       | Magyar hang            | Leírás |
| --------------------------- | ----------------------------- | ---------------------- | --- |
| Logan / Farkas              | Hugh Jackman                  | Sinkovits-Vitay András | Egy mutáns, aki gyorsított gyógyulással, fokozott, állatszerű érzékekkel és - 1973-ban - visszahúzható csontkarmokkal rendelkezik; a jövőben a csontvázát és a karmait adamantiummal látják el a testében, ami gyakorlatilag sebezhetetlenné teszi. A gyógyulási faktor lassítja az öregedését is, így egy átlagos ember élettartamát meghaladóan élhet. |
| Charles Xavier              | James McAvoy (fiatalon)       | Hevér Gábor            | Mutáns pacifista és a világ legerősebb telepatája. Ő a Xavier iskolája a tehetséges fiataloknak alapítója és az X-Men vezetője is. |
| Charles Xavier              | Patrick Stewart               | Horányi László         | Mutáns pacifista és a világ legerősebb telepatája. Ő a Xavier iskolája a tehetséges fiataloknak alapítója és az X-Men vezetője is. |
| Erik Lehnsherr / Magneto    | Michael Fassbender (fiatalon) | Hujber Ferenc          | Erős mutáns, aki képes manipulálni a mágneses mezőket. Bár Xavierrel nem ért egyet, mert be akarja bizonyítani a mutánsok felsőbbrendűségét, újra szövetségesek lesznek, mivel az idősebb Erik segít az X-Meneknek a jövőben az Őrrobotok elleni harcban.                                                                                                |
| Erik Lehnsherr / Magneto    | Ian McKellen                  | Fülöp Zsigmond         | Erős mutáns, aki képes manipulálni a mágneses mezőket. Bár Xavierrel nem ért egyet, mert be akarja bizonyítani a mutánsok felsőbbrendűségét, újra szövetségesek lesznek, mivel az idősebb Erik segít az X-Meneknek a jövőben az Őrrobotok elleni harcban.                                                                                                |
| Raven / Mystique            | Jennifer Lawrence             | Bogdányi Titanilla     | Alakváltó képességgel rendelkező mutáns, Xavier gyermekkori barátja és fogadott nővére. |
| Ororo Munroe / Ciklon       | Halle Berry                   | Németh Borbála         | Mutáns, aki képes manipulálni az időjárást, és az egyik legharcedzettebb és legerősebb X-Men. |
| Marie / Vadóc               | Anna Paquin                   | Nem szólal meg         | Mutáns, aki képes volt magába szívni bárki életerejét és mutáns képességeit, akit megérintett, amíg gyógymódot nem kapott. |
| Kitty Pryde / Árnymacska    | Elliot Page                   | Zsigmond Tamara        | Mutáns, aki át tud hatolni szilárd tárgyakon. Az X-Men legfiatalabb tagjaként fontos szerepet játszik a túlélésért folytatott harcukban. |
| Bolivar Trask               | Peter Dinklage                | Rosta Sándor           | Katonai tudós és a Trask Industries vezetője, aki egy sor Őrrobotot készít, amelyeket arra terveztek, hogy megtalálják és elpusztítsák a mutánsokat. |
| Hank Mccoy / Bestia         | Nicholas Hoult (fiatalon)     | Előd Botond            | Mutáns leóni tulajdonságokkal, szupererővel, mozgékonysággal, reflexekkel és fokozott gyorsasággal. |
| Hank Mccoy / Bestia         | Kelsey Grammer                | Csankó Zoltán          | Mutáns leóni tulajdonságokkal, szupererővel, mozgékonysággal, reflexekkel és fokozott gyorsasággal. |
| Bobby Drake / Jégember      | Shawn Ashmore                 | Simonyi Balázs         | Mutáns, aki képes jeget létrehozni és manipulálni. |
| Lucas Bishop / Bishop       | Omar Sy                       | Varga Rókus            | Mutáns, aki képes energiát elnyelni és kinetikus lökésekben átirányítani. |
| Peter Maximoff / Higanyszál | Evan Peters                   | Gacsal Ádám            | Mutáns, aki szuperszonikus sebességgel tud mozogni, beszélni és gondolkodni. |
| William Stryker             | Josh Helman                   | Fehér Tibor            | Katonatiszt, aki utálja a mutánsokat. |
| Peter Rasputin / Kolosszus  | Daniel Cudmore                | Sarádi Zsolt           | Mutáns, aki képes testét szerves acéllá alakítani, ami emberfeletti erőt, állóképességet és tartósságot biztosít neki ebben a formában. |
| Clarice Ferguson / Blink    | Fan Bingbing                  |                        | Mutáns, aki képes portálokat létrehozni a teleportáláshoz. |
| Roberto da Costa / Napfolt  | Adan Canto                    |                        | Mutáns, aki képes napenergiát kivetíteni és lángokat létrehozni, miközben napenergiával működő erővel és repüléssel rendelkezik. |
| James Proudstar / Harcos    | Booboo Stewart                | Baráth István          | Bowie-késsel hadonászó mutáns és szakértő nyomkövető, aki szuper mozgékonysággal, reflexekkel, állóképességgel, éles érzékekkel és fokozott erővel rendelkezik. |
| Jean Grey / Főnix           | Famke Janssen                 | Fehér Anna             | Mutáns, az X-Men tagja, potenciálisan korlátlan telepatikus és telekinetikus képességekkel rendelkezik. |
| Scott Summers / Küklopsz    | James Marsden                 | Crespo Rodrigo         | Mutáns, aki az X-Men terepvezetője, hatalmas energiakitöréseket bocsát ki a szeméből, és speciálisan készített szemüveget kell viselnie, hogy megakadályozza mindannak a megsemmisülését, amire ránéz. Elkötelezett kapcsolatban él Jean Grey-nel. |
| Alex Summers / Plazma       | Lucas Till                    | Czető Roland           | Mutáns, aki képes energiát elnyelni és lövések formájában kibocsátani. |
| Mortimer Toynbee / Varangy  | Evan Jonigkeit                | Orosz Ákos             | |
| Brickman                    | Michael Lerner                | Szélyes Imre           | Szenátor. |
| Richard Nixon               | Mark Camacho                  | Varga T. József        | Az Amerikai Egyesült Államok elnöke. |
| En Sabah Nur / Apokalipszis | Brendan Pedder                | Nem szólal meg         | Ősi mutáns. |

## Fogadtatás
A film egyhangúlag pozitív fogadtatásra talált a Los Angeles Times szerint. A Rotten Tomatoes oldalán 92%-ra értékelték a kritikusok 10-ből 7,6-os átlagpontszámmal (207 vélemény alapján). Szerintük Az eljövendő múlt napjai ötvözi a sorozat legjobb elemeit és egy olyan kellően pörgős eredményt hozott, amely az X-Men franchise legjobbjai közé emeli a filmet. A Metacritic oldalán 74 pontot kapott 43 vélemény alapján.
A bemutató hétvégéjén az észak-amerikai mozik legjobb bevételét érte el a film 90,8 millió dolláros eredményével, amely az X-Men-filmek közül a második legsikeresebb nyitóbevétel az X-Men: Az ellenállás vége után. 2014 májusáig világszerte több mint 346 millió dollárt hozott.

## Folytatás
2013 decemberében Bryan Singer jelentette be a folytatást X-Men: Apokalipszis címmel, aminek tervezett bemutatója 2016. május 27. Singer szerint a folytatás a mutánsok eredetére fókuszál, inkább az X-Men: Az elsők folytatása, és az 1980-as években játszódik. Singer mellett Simon Kinberg, Dan Harris és Michael Dougherty dolgoznak a filmen. McAvoy, Fassbender, Hoult, Lawrence és Peters feltűnnek a folytatásban is, Küklopsznak, Jean Greynek és Ciklonnak a fiatalabb verziójával találkozunk. Channing Tatum alakítja Gambit szerepét.